# Pelourinho de Ázere
O Pelourinho de Ázere é um pelourinho situado em Ázere, na freguesia de Ázere e Covelo, no município de Tábua, distrito de Coimbra, em Portugal.
Está classificado como Imóvel de Interesse Público desde 1933.
Foi erguido em data incerta compreendida entre o século XVI e XVII. Construído em granito, assenta em quatro degraus octogonais. O fuste, cilíndrico, e sem ornamentação, sustenta uma pinha em cone liso.